# Hawaiikrage
Hawaiikrage (latin: Corvus hawaiiensis) er en art krage som levede i Hawaii. I 1992 var der 11-12 vildtlevende hawaiikrager, og i 2002 blev 2 hawaiikrager sidst set i naturen. Fuglearten har ynglet i fangenskab siden 1970'erne. I perioden 1993 til 1996 blev der udsat 27 ungfugle fra fangenskab, men 21 af dem var døde i 1999, og de sidste 6 blev indfanget igen for at bevare artens genetiske diversitet. I 2011 var der en population på 94 hawaiikrager i fangenskab.